# Tove Ditlevsen
Tove Irma Margit Ditlevsen, née à Copenhague le 14 décembre 1917 et morte le 7 mars 1976 dans la même ville, est une écrivaine et poétesse danoise.

## Biographie
Née en 1917, Tove Ditlevsen grandit dans le quartier populaire et miséreux de Vesterbro, à Copenhague. Son enfance va influencer très fortement son œuvre, elle « se réfugie dans l'écriture », elle subit la violence de sa mère. Elle écrit : « Ma mère frappait souvent et fort, de façon arbitraire et injuste, et pendant qu’elle me battait, je ressentais une honte secrète et un profond chagrin, ce qui me faisait verser des larmes et aggravait la douloureuse distance entre nous », dans son ouvrage Barndom (Enfance) publié en 1967.
Elle se marie et divorce quatre fois.
Sa première publication date de 1939, à l'âge de 22 ans, un recueil de poésie Émois juvéniles. Elle publie ensuite de nombreux livres dont des romans, des nouvelles, des poèmes et des mémoires, et devient célèbre. En 1953, elle est lauréate de la bourse Tagea Brandt Rejselegat. Au milieu des années 1980, son roman Barndommens gade est adapté au cinéma sous le même titre, Barndommens gade (« Les Rues de mon enfance »). La bande son du film reprend des extraits d'un album de la chanteuse danoise Anne Linnet (en) dans lequel elle chante des poèmes de Ditlevsen. Par ailleurs, son poème Blinkende lygter (« Lumières dansantes »), tiré du livre du même nom, est mentionné en 2000 dans le film Lumières dansantes réalisé par Anders Thomas Jensen.
Toute sa vie , elle lutte contre les sujétions de son sexe et de la classe sociale dont elle est issue. Elle se suicide en 1976 par overdose de somnifères.

## Trilogie de Copenhague (1967-1971)
Barndom (Enfance), le premier tome, est « écrit en 1966 pendant un séjour en hôpital psychiatrique (« la période la plus heureuse de ma vie », dira-t-elle) », et publié en 1967. Puis paraissent le deuxième tome Ungdom (Jeunesse), et le dernier Dépendance ; « trilogie autofictionnelle » selon Télérama.
En 1993 les deux premiers tomes sont traduits en français et publiés en recueil, sous le titre Printemps précoce, aux éditons Stock.
La trilogie connaît une nouvelle traduction en français : en 2023 est publié le premier tome Enfance. Le tome 2 Jeunesse sort en 2024, et Dépendance  vient compléter la trilogie en décembre 2024.

## Publications
- Pigesind, 1939.
- Slangen i Paradiset, 1939.
- Man gjorde et barn fortræd, 1941.
- De evige tre, 1942.
- Lille Verden, 1942.
- Barndommens gade, 1943.
- Den fulde Frihed, 1944.
- Det første møde, 1944.
- For Barnets Skyld, 1946.
- Blinkende Lygter, 1947.
- Dommeren, 1948.
- Tårer, 1948.
- En flink dreng, 1952.
- Paraplyen, 1952.
- Nattens dronning, 1952.
- Vi har kun hinanden, 1954.
- Jalousi, 1955.
- Der bor en pige, 1955.
- Kvindesind, 1955.
- Annelise - 13 år, 1958.
- Flugten fra opvasken, 1959.
- Hvad nu Annelise?, 1960.
- To som elsker hinanden, 1960.
- Den hemmelige rude, 1961.
- Den onde lykke, 1963.
- Dolken, 1963.
- Barndom, 1967.Version française : La Trilogie de Copenhague 1 Enfance[4], traduit par Christine Berlioz et Laila Flink Thullesen, Éditions Globe, 2023.
- Ungdom, 1967. Version française : La Trilogie de Copenhague 2 Jeunesse[6], traduit par Christine Berlioz et Laila Flink Thullesen, Éditions Globe, 2024.
- Visages (Ansigterne), 1968.
- De voksne, 1969.
- Det tidlige forår, 1969. Réunit Barndom et Ungdom.Version française : Printemps précoce, traduit par Frédéric Durand, Stock, 1993.
- Gift, 1971.
- Det runde værelse, 1973.
- Parenteser, 1973.
- Min nekrolog og andre skumle tanker, 1973.
- Min første kærlighed, 1973
- Vilhelms værelse, 1975.
- Tove Ditlevsen om sig selv, 1975.
- En sibylles bekendelser, 1976.
- Til en lille pige, 1978.